# The Trilogy Tour (Melanie Martinez)
A The Trilogy Tour foi a quinta turnê musical e primeira turnê de arena da artista americana Melanie Martinez, lançada em apoio a todos os seus três álbuns de estúdio, Cry Baby, K-12 e Portals. Composta por cinquenta e três shows, a turnê começou em 10 de maio de 2024, na Climate Pledge Arena em Seattle, Washington, e terminou em 16 de novembro de 2024, no festival Corona Capital na Cidade do México, no México. Men I Trust, Beach Bunny, Sofia Isella, Elita Harkov e Lola Young entraram como uma abertura nos shows.

## Fundo
Em 9 de novembro de 2023, Martinez anunciou vinte e uma datas na América do Norte, perto do final de sua turnê The PORTALS Tour. A pré-venda começou em 14 de novembro de 2023, com a venda geral sendo aberta três dias depois. Em 17 de novembro de 2023, Martinez anunciou a adição de sete novos shows à turnê, incluindo um segundo show no Madison Square Garden em sua casa na cidade de Nova Iorque, devido à "demanda terrível" de acordo com a lista de discussão oficial. Em 21 de março de 2024, Martinez anunciou dezenove europeus, com uma pré-venda em 25 de março de 2024 e uma venda geral em 28 de março.

## Recepção crítica
A turnê foi recebida com aclamação da crítica pela produção, pelo visual, pelos figurinos e pelo desenvolvimento geral de toda a turnê.
Ali Choudhary, do The Courier, elogiou a cantora dizendo que ela "realmente apresentou um espetáculo teatral e delicioso — não apenas com suas roupas expressivas e deslumbrantes, desenhadas por Pipenco Lorena e penteados transformadores por William Scott Blair — mas também apresentando uma performance surreal repleta de vocais naturais que não foram nada menos do que o que você esperaria de uma artista absolutamente fenomenal".
Corey Ware, da revista Breathe Pop, descreveu a turnê como "O show de quase três horas foi o mais próximo de uma produção da Broadway que foi de uma turnê pop".
Kat Sophia, do Santa Barbara Independent, no show de Melanie em Inglewood, disse: "Estrela do pop alternativo narra cada álbum de sua discografia em show nostálgico, extravagante e ousado no Kia Forum"
Ed Mazley, do AZCentral, disse: "A The Trilogy Tour é uma elaborada extravagância teatral tão conceitualmente audaciosa quanto provavelmente veremos uma grande estrela pop conseguir em uma enorme arena esportiva até que Melanie Martinez, de alguma forma, descobriu uma maneira de se superar."
Jordi Bardají, do Jenesai: pop "O show foi uma riqueza de figurinos, maquiagens e cenários raramente vistos. E o que é raro é que não muitos artistas pop se comprometam tão profundamente com uma estética infantil, e depois adolescente, para acabar se tornando uma criatura com quatro olhos e orelhas diferentes, contando também a história de uma vida, de uma garota que se torna adulta da pior maneira"

## Desempenho comercial
A The Trilogy Tour foi um sucesso comercial, marcando a transição de Martinez de shows teatrais para grandes espaços. Após o anúncio inicial da turnê, os ingressos em mais de vinte cidades estavam completamente esgotados e atingiram a capacidade máxima nesses espaços em poucas semanas. Devido à alta demanda, mais seis datas foram adicionadas à turnê, com uma apresentação adicional no Madison Square Garden . As apresentações de Martinez na arena contaram com um público de 28.903 pessoas, tornando-se uma das únicas artistas femininas alternativas a esgotar os ingressos do Madison Square Garden mais de uma vez seguida. A etapa norte-americana arrecadou mais de US$ 38 milhões em vinte e sete shows, além de vender mais de 300.000 ingressos no período de aproximadamente dois meses.
Durante a parte europeia da turnê, Martinez fez o maior show de sua carreira com um público esgotado de mais de 22.000 pessoas no Co-op Live em Manchester . Em 3 de outubro de 2024, a cantora foi homenageada no Reino Unido por ter vendido mais de 50 mil ingressos em quatro shows totalmente esgotados.

## Repertório
A lista a seguir contém músicas que foram e não foram cantadas em algumas datas da turnê. Cada ato (excluindo o bis, que teve duas) tiveram dez faixas.
Ato I: Cry Baby
1. "Cry Baby"
2. "Dollhouse"
3. "Sippy Cup"
4. "Carousel"
5. "Alphabet Boy" (não foi cantada em shows de festival)
6. "Soap"
7. "Happy Birthday To You"
8. "Pity Party"
9. "Play Date"
10. "Mad Hatter"

Ato II: K-12
1. "Wheels on the Bus"
2. "Class Fight" (não foi cantada em shows de festival)
3. "The Principal" (interlúdio)
4. "Show & Tell"
5. "Nurse's Office"
6. "Strawberry Shortcake" (não foi cantada em shows de festival)
7. "Lunchbox Friends" (não foi cantada em shows de festival)
8. "Detention" (interlúdio)
9. "Teacher's Pet"
10. "Highschool Sweethearts"

Ato III: PORTALS
1. "DEATH"
2. "VOID"
3. "TUNNEL VISION"
4. "FAERIE SOIRÉE"
5. "LIGHT SHOWER" (não foi cantada em shows de festival)
6. "SPIDER WEB"
7. "BATTLE OF THE LARYNX" (não foi cantada em shows de festival)
8. "THE CONTORTIONIST" (não foi cantada em shows de festival)
9. "NYMPHOLOGY"
10. "EVIL"

Bis
1. "WOMB"
2. "Angels Song"